# ワールド・アカデミー・オブ・サイエンス・エンジニアリング・アンド・テクノロジー
ワールド・アカデミー・オブ・サイエンス・エンジニアリング・アンド・テクノロジー（英語: World Academy of Science, Engineering and Technology; 漢字表記：世界科学・工学・技術学会）またはWASETは、捕食出版の一つで、多種多様な科学的および技術的対象に関する数多くのオープンアクセスジャーナルを発行している。WASETは毎年数千もの科学会議を企画していると主張しており、12年先まで計画されている。これらの会議の名称は、名声が確立した科学グループによって企画された会議の名称と同様である。数百の会議が同じ日に同じ場所で開催される予定になっている場合もある（例えば、2016年9月12-13日、ベルリンのホテルで313の会議が開催される）。このような方法が会議の質的低下を招くという懸念もある。
WASETはジェフリー・ビールによって「可能性がある、有力な、確からしい」捕食出版社として記載されており、また捕食会議の企画者のリストにも記載されている。実際、WASETのジャーナルの一つは、おとり捜査において明らかな偽論文を受理した。
WASETはトルコに拠点を置いており、そのドメイン名はアゼルバイジャンで登録されている。WASETを運営しているのは元科学教師のCemal Ardilで、彼の娘のEbruと息子のBoraが協力している。Cemar ArdilはWASETのウェブサイト上で最も論文を発表している人物でもある。